# 法濟爾加縣

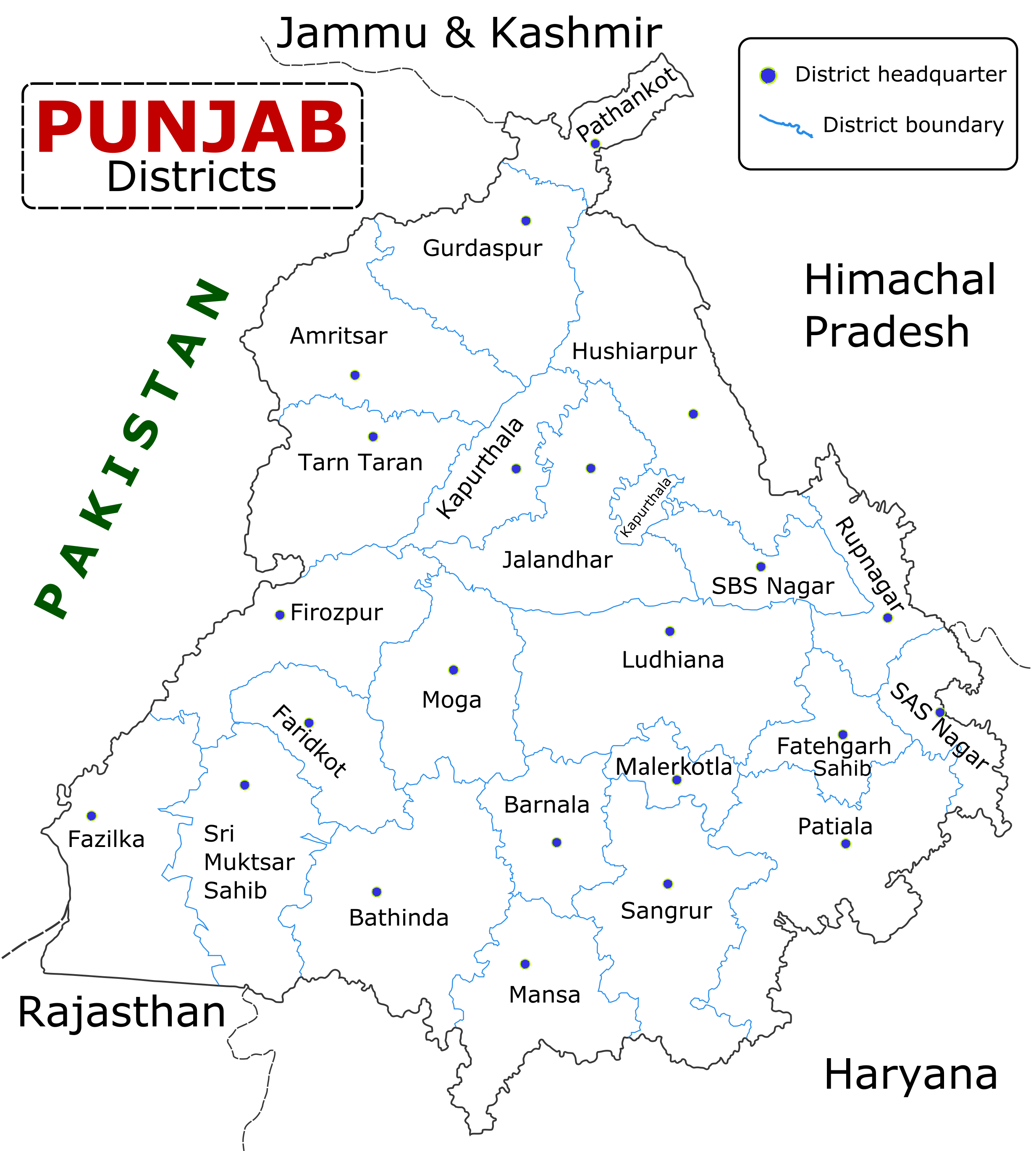

法濟爾加縣是印度的一個縣，位於該國西北部，由旁遮普邦負責管轄，面積5,021平方公里，縣內最大的城市有阿博赫爾，2011年人口1,180,483，人口密度每平方公里398人。